# Schahba

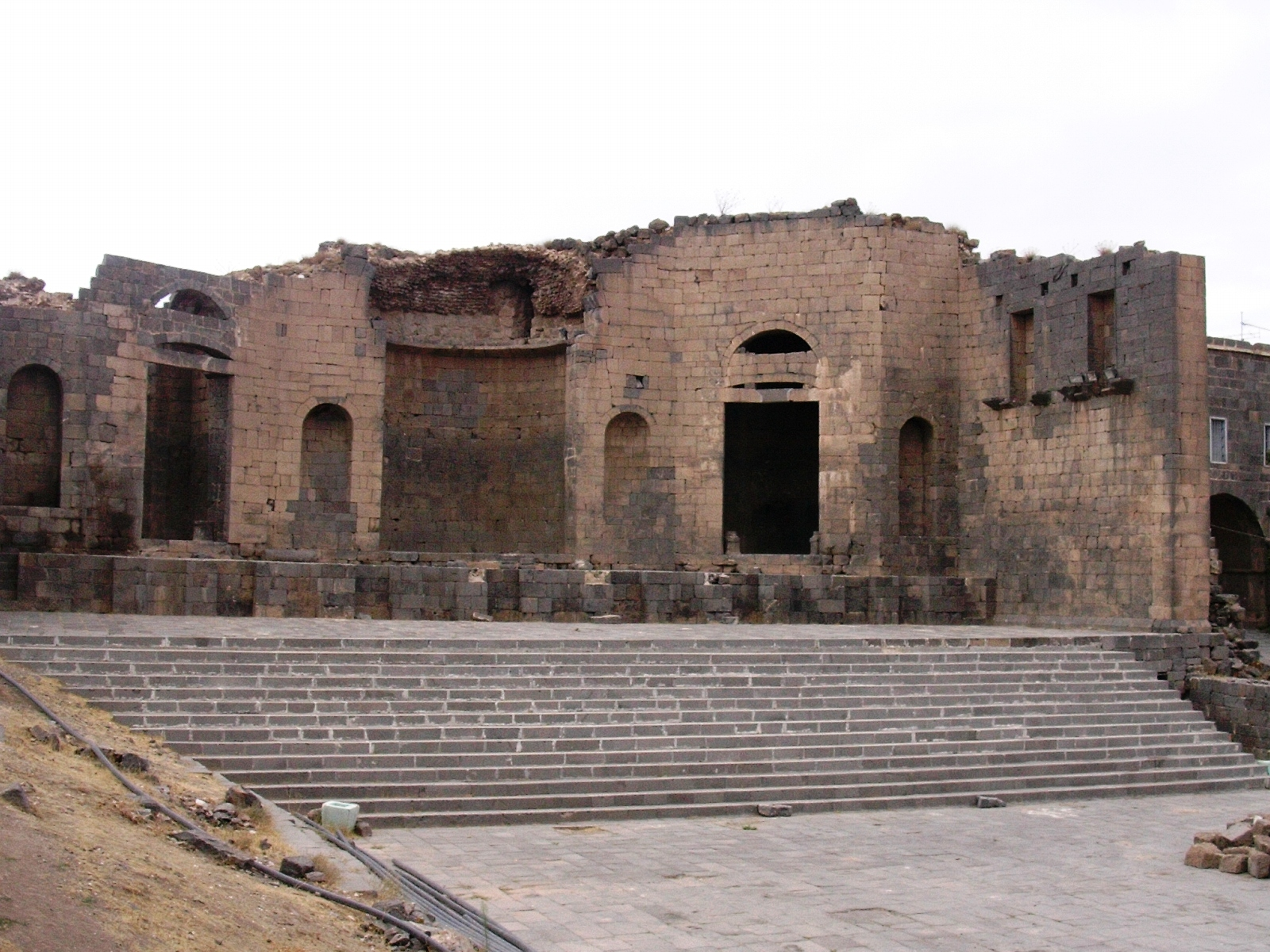
Das Forum des antiken Philippopolis mit dem sogenannten Philippeion

Schahba (arabisch شهبا, DMG Šahbā) ist eine Stadt, die etwa 87 km von Damaskus entfernt in Syrien liegt. Sie gehört zum Gouvernement as-Suwaida und hat ungefähr 15.000 Einwohner. Schahba gilt als der Geburtsort des römischen Kaisers Philippus Arabs, der von 244 bis 249 regierte und die bis dahin eher unbedeutende Siedlung während seiner Regierungszeit zu einer bedeutenden Stadt ausbauen lassen wollte. Nach seinem Tod kam dieses Projekt jedoch zum Erliegen.

## Geschichte und Archäologie
Der ursprüngliche Name der sich aus einer Oase entwickelnden Stadt ist unbekannt. Eine Inschrift aus der Zeit Mark Aurels beweist, dass Schahba im 2. Jahrhundert zur Provinz Syria gehörte; im 3. Jahrhundert (möglicherweise während der Provinzreform des Septimius Severus) wurde die Ortschaft jedoch der Provinz Arabia zugeschlagen. Ihr Name in dieser Zeit ist nicht bekannt und weitere Quellen aus der Epoche vor 244 existieren nicht. Es wurde jedoch in Betracht gezogen, dass der spätere Name Schahba Elemente des ursprünglichen Ortsnamens enthält.
Als der gebürtige Araber Philippus Kaiser wurde, benannte er die Stadt in Philippopolis um und begann bald nach seinem Regierungsantritt, sie zu einer mustergültigen Colonia römischen Stils umbauen zu lassen. Daher wird davon ausgegangen, dass es sich bei dem Ort um seine Heimatstadt handelte. Er verlieh der Stadt das Recht, eigene Münzen zu prägen, und eine lokale eigene Zeitrechnung (Stadtära) wurde eingeführt. Außerdem wurde die Straße von Bostra nach Damaskus über Philippopolis geführt. Die Stadt hatte die typische rechteckige Form antiker Plansiedlungen und wurde von zwei rechtwinklig aufeinandertreffenden Straßen, dem Cardo und dem Decumanus durchzogen. Damit repräsentierte sie deutlich den Typus der römischen Stadt in starkem Gegensatz zu den sonstigen Städten der Region, die überwiegend ein unübersichtlicheres, natürlich gewachsenes Straßennetz aufwiesen. Eine Stadtmauer mit vier großen und zwei kleineren Toren grenzte das Gebiet ein. An einem Platz im Westen der Stadt wurden ein Exedrabau und ein Tempel gefunden. Letzterer wird als Philippeion bezeichnet, diente aber der Verehrung eines Gottes namens Marinus (anscheinend des vergöttlichten Vaters des Philippus). Außerdem sind ein Theaterbau, ein vermutlich als Tempel genutztes Gebäude (von dem nur noch die Säulen des Propylon stehen) und ein großes Thermenareal mit Aquädukt in Resten erhalten. Ein Platz im Zentrum der Stadt wird als Forum interpretiert, die westlich davon befindliche Basilika als Zentrum des Kaiserkultes. Durch Luftaufnahmen ließ sich außerdem ein Stadion nachweisen.
Philipps energisch vorangetriebene Einrichtung einer völlig neuen Stadt mit seinem Namen wird als politische Botschaft von hohem Symbolwert gedeutet. Mit dem Bündel von Maßnahmen scheint der Kaiser versucht zu haben, seine provinzielle, im Reich wohl vielfach als exotisch wahrgenommene Herkunft nachträglich aufzuwerten. Gleichzeitig stellte es aber eine Demonstration römischer Macht und Kultur in der Grenzprovinz Arabia dar, die wahrscheinlich sowohl auf die einheimische Bevölkerung als auch auf das nahegelegene Sassanidenreich als großen Rivalen Roms abzielte.
Als Philipp nach nur fünfjähriger Regentschaft starb, wurden die Bauarbeiten eingestellt. Die heute erhaltenen Ruinen stammen nahezu vollständig aus der Mitte des 3. Jahrhunderts und ganze geplante Stadtviertel wurden nicht zu Ende gebracht. Auch die Münzprägung der Stadt wurde anscheinend eingestellt. Dennoch blieb der Ort besiedelt: Aus dem 3. Jahrhundert ist ein Ratsherr (Mitglied der Bule) in einer Inschrift belegt, außerdem sind für das Jahr 451 ein Hormisdas und für 552/553 ein Basilios als Bischöfe der Stadt bezeugt.
In späterer, arabischer Zeit erhielt die Stadt dann ihren heutigen Namen. William Henry Waddington konnte aufgrund der dort gefundenen Inschriften 1870 nachweisen, dass es sich bei Schahba tatsächlich um das antike Philippopolis handelt.